# Stanardsville (Virginia)
Stanardsville es una localidad situada en el  condado de Greene, Virginia  (Estados Unidos). Según el censo de 2010 tenía una población de 367 habitantes.

## Demografía
Según el censo del 2000, Stanardsville tenía 476 habitantes, 183 viviendas, y 116 familias. La densidad de población era de 525,1 habitantes por km².
De las 183 viviendas en un 31,1%  vivían niños de menos de 18 años, en un 34,4%  vivían parejas casadas, en un 21,9% mujeres solteras, y en un 36,6% no eran unidades familiares. En el 34,4% de las viviendas  vivían personas solas el 14,2% de las cuales correspondía a personas de 65 años o más que vivían solas. El número medianoo de personas viviendo en cada vivienda era de 2,21 y el número medio de personas que vivían en cada familia era de 2,73.
Por edades la población se repartía de la siguiente manera: un 23,3% tenía menos de 18 años, un 6,9% entre 18 y 24, un 22,5% entre 25 y 44, un 17,9% de 45 a 60 y un 29,4% 65 años o más.
La edad media era de 41 años.  Por cada 100 mujeres de 18 o más años había 65,2 hombres.
La renta media por vivienda era de 24.643$ y la renta media por familia de 33.750$. Los hombres tenían una renta media de 24.583$ mientras que las mujeres 18.889$. La renta per cápita de la población era de 21.317$. En torno al 14,3% de las familias y el 15,1% de la población estaban por debajo del umbral de pobreza.

## Localidades adyacentes
El siguiente diagrama muestra a las localidades más próximas a Stanardsville.